# Chiesa di San Pietro in Castello (Verona)
La chiesa di San Pietro in Castello è stata un luogo di culto cattolico che sorgeva in cima a colle San Pietro, andato distrutto nel 1801.

## Storia
Lo storico e umanista Onofrio Panvinio riteneva che questa fosse la più antica chiesa della città. Probabilmente venne indotto a fare questa ipotesi, nonostante la mancanza di documentazione che la attestasse, dalla presenza di frammenti di un tempio romano: egli dovette supporre che questo potesse essere stato convertito al culto cristiano dalle prime comunità della città. L'ipotesi che il tempio fosse stato riadattato alle nuove funzioni appare in effetti piuttosto probabile, visto che durante gli scavi archeologici tenutisi tra il 2007 e il 2012 sono state rinvenute testimonianze del solo tempio pagano e delle strutture della chiesa duecentesca.
Documenti scritti che attestano l'esistenza dell'edificio chiesastico risalgono invece al IX secolo, e dalla metà del secolo successivo si sa che era retta una schola sacerdotum. Dal 1046 la chiesa è sottoposta al vescovado e diviene pieve, anche se non risulta esservi amministrato il battesimo. All'interno della chiesa, nel 1185, ebbe luogo la cerimonia di incoronazione di papa Urbano III, che il 29 giugno dello stesso anno vi tenne anche messa.
Nel corso del XIII secolo l'antica chiesa venne profondamente trasformata, adottando lo stile romanico ormai molto diffuso; con l'occasione furono spostate le tombe dei due vescovi veronesi che si trovavano nell'antica architettura, Valente (522-531) e Verecondo (531-533), che continuarono a riposare nel nuovo edificio almeno fino al XVIII secolo, e le cui esequie furono definitivamente spostate nel Duomo di Verona nel 1817.
Nel 1441 la chiesa perse la sua autonomia in favore della vicina chiesa di Sant'Angelo in Monte. L'edificio venne parzialmente demolito nel 1801 insieme al castello visconteo, per cui per diversi anni ne rimasero a vista i ruderi: i piedi delle pareti, diverse colonne, capitelli e qualche frammento di affresco. Infine, nel 1856, gli austriaci completarono la demolizione con la rasatura e spianamento dell'area, azioni necessarie per poter procedere all'edificazione dell'imponente caserma denominata Castel San Pietro.